# Musée des monuments français
Musée des monuments français (česky Muzeum francouzských památek) je muzeum v Paříži, které se specializuje na historické památky ve Francii. První muzeum založil archeolog Alexandre Lenoir aby uchoval architektonické dědictví ohrožené během Velké francouzské revoluce. Muzeum obnovil v roce 1879 architekt Eugène Viollet-le-Duc. Muzeum dnes sídlí v Palais de Chaillot a je součástí Cité de l'architecture et du patrimoine. Vlastní významnou sbírku sádrových odlitků, reprodukcí a modelů francouzského architektonického dědictví.

## Historie
Ústavodárné shromáždění a Národní konvent znárodnily během Francouzské revoluce majetek duchovenstva, krále a emigrantů. Poslanci v roce 1790 rozhodli vytvořit z kláštera malých augustiniánů sklad pro zabavené sochy a náhrobky a do čela instituce byl v roce 1791 jmenován Alexandre Lenoir. 1. září 1795 Alexandre Lenoir otevřel pro veřejnost depozitář, který se 21. října stal Muzeem francouzských památek, které představovalo dějiny francouzského sochařství a Lenoir byl jmenován jeho ředitelem.
S návratem monarchie Ludvík XVIII. muzeum v roce 1816 uzavřel a velká část děl byla vrácena původním majitelům. Zbytek byl začleněn v roce 1824 do sbírek Louvru a v roce 1836 do muzea na zámku Versailles. Náhrobky byly přesunuty na hřbitov Père Lachaise (Nicolas Boileau, Jean Mabillon, Héloise a Pierre Abélard). Církevní objekty byly vráceny zpět církvi.
V roce 1879 navrhl Eugène Viollet-le-Duc shromáždit zbytky sbírky v paláci Trocadéro, který zůstal prázdný od světové výstavy 1878. Muzeum bylo pro veřejnost otevřeno 28. května 1882, tehdy mělo čtyři výstavní sály. V roce 1886 přibyly další tři a v roce 1889 knihovna a sbírky dokumentů. Palác Trocadéro byl přestavěn na palác Chaillot pro světovou výstavu 1937 a muzeum bylo rozšířeno. Bylo reorganizováno a získalo dnešní název.
23. července 1997 požár zničil část prostor. Palác byl rekonstruován, muzeum bylo znovu otevřeno 15. září 2007 jako součást nově vytvořeného Cité de l'architecture et du patrimoine.

## Muzeum dnes
Muzeum zabírá jedno křídlo Palais de Chaillot a sestává ze tří galerií. Galerii Davioud tvoří galerie odlitků a galerie Carlu. Jsou zde modely moderní a současné architektury. Nástěnné malby a vitráže jsou umístěny na konci galerie moderní a současné architektury a jsou vystaveny ve dvou podlažích. Muzeum doplňuje knihovna a místnosti pro dočasné výstavy.

## Sbírky
Sbírka odlitků pochází původně z ateliérů v Louvru, které nechali zhotovit architekt Viollet-le-Duc a spisovatel Prosper Mérimée, předseda výboru pro historické památky. Jsou vyrobeny převážně ze sádry. Sbírky doplnil v roce 1927 kurátor muzea Paul Deschamps, který nechal zhotovit reprodukce nástěnných maleb a vitráží v životní velikosti.
Vystavené kopie představují např. portál opatství sv. Fortunáta v Charlieu, portál katedrály v Chartres, hlavní portál opatství Moissac, portál kostela sv. Lazara v Avallonu, fresky z 11. století z katedrály sv. Štěpána v Auxerre, fresky z 12. století z kaple opatství v Saint-Chef, fresky z kupole katedrály sv. Štěpána v Cahors nebo některé vitráže katedrály sv. Štěpána v Sens.